# Robert B. Wilson
Robert Butler Wilson, Jr. (* 16. května 1937 Geneva, Nebraska) je americký ekonom a emeritní profesor Adamsova managementu na Stanfordově univerzitě. Společně se svým kolegou ze Stanfordu a bývalým studentem Paulem R. Milgromem mu byla udělena Nobelova cena za ekonomii za rok 2020 „za vylepšení teorie aukcí a vynálezů nových formátů aukcí“. Jeho další dva studenti, Alvin E. Roth a Bengt Holmström, jsou také vlastními nositeli Nobelovy ceny.
Wilson je známý svými příspěvky do vědy o řízení a podnikové ekonomiky. Jeho disertační práce představila sekvenční kvadratické programování, které se stalo přední iterační metodou pro nelineární programování. Spolu s dalšími matematickými ekonomy na Stanford Business School pomohl přeformulovat ekonomiku průmyslové organizace a teorii organizace za použití nespolupracující teorie her. Jeho výzkum nelineárních cen ovlivnil politiku velkých firem, zejména v energetickém průmyslu, zejména v oblasti elektřiny.

## Život a akademická kariéra
Wilson se narodil 16. května 1937 ve městě Geneva v Nebrasce. Vystudoval Lincoln High School v Lincolnu v Nebrasce a získal plné stipendium na Harvardově univerzitě. Získal titul A.B. z v roce 1959. On pak dokončil jeho M.B.A. v roce 1961 a jeho D.B.A. v roce 1963 na Harvard Business School. Velmi krátce pracoval na Kalifornské univerzitě v Los Angeles a poté se připojil k fakultě na Stanfordově univerzitě. Na fakultě Stanford Business School působí od roku 1964. Od roku 1993 do roku 2001 byl také přidruženým členem fakulty na Harvardské právnické fakultě.

## Výzkum
Wilson je známý pro výzkum a výuku designu trhu, cen, vyjednávání a souvisejících témat týkajících se průmyslové organizace a informační ekonomiky. Je odborníkem na teorii her a její aplikace. Byl hlavním přispěvatelem k návrhům aukcí a konkurenčním nabídkovým strategiím v ropném, komunikačním a energetickém průmyslu a k navrhování inovativních cenových schémat. Jeho práce na stanovení cen prioritních služeb pro elektrickou energii byla implementována v odvětví veřejných služeb.
Wilsonův referát Econometrica z roku 1968 The Theory of Syndicates ovlivnil celou generaci studentů ekonomie, financí a účetnictví. Příspěvek klade základní otázku: Za jakých podmínek popisuje očekávané reprezentace užitku chování skupiny jednotlivců, kteří si vybírají loterie a sdílejí riziko paretovsky optimálním způsobem?
Od ukončení studia publikoval zhruba sto článků v odborných časopisech a knihách. Byl pomocným redaktorem několika časopisů a přednesl několik veřejných přednášek.
V roce 1993 vydal Wilson knihu o nelineárních cenách. Jedná se o encyklopedickou analýzu návrhu sazeb a souvisejících témat pro veřejné služby, včetně energetiky, komunikací a dopravy. Kniha získala v roce 1995 cenu Leo Melamed Prize, což je cena udělovaná jednou za dva roky Chicagskou univerzitou za „vynikající stipendium profesora obchodu“.
Mezi další příspěvky k teorii her patří vyjednávání o mzdách a stávky a v právních kontextech vyjednávání o urovnání. Je autorem některých základních studií vlivu reputace na predátorské ceny, cenové války a další konkurenční bitvy.

## Vyznamenání
Od té doby, co Wilson dokončil bakalářské, magisterské a doktorské studium na Harvard College a Harvard Business School, publikoval přibližně 100 článků v odborných časopisech a knihách, za které získal mnoho vyznamenání.

### Nobelova pamětní cena za ekonomii
Královská švédská akademie věd ocenila Wilsona a Paula Milgroma jako spoluvlastníky Nobelovy ceny za ekonomii za rok 2020 za to, že „vylepšili teorii aukcí a vymysleli nové formáty aukcí, což přineslo prospěch prodejcům, kupujícím a daňovým poplatníkům po celém světě“. Alvin Roth (ekonom, který byl současně příjemcem Nobelovy ceny za rok 2012 a jehož doktorským poradcem byl Wilson), řekl, že Wilson a Milgrom „nejen zásadně změnili způsob, jakým chápeme aukce – změnily i to, jak se věci draží.“ Akademie konkrétně uznala Wilsonovo úsilí při analýze aukcí se společnou hodnotou, kde uchazeči odvozují společnou hodnotu ze základního zdroje, a jeho teoretické důkazy, že uchazeči mají tendenci nabízet nižší cenu, než je jejich nejlepší odhad společné hodnoty, aby se vyhnul prokletí vítěze. Některé příklady dražeb s běžnou hodnotou zahrnují rádiové frekvenční spektrum a minerály.

### Členství a ocenění
Je zvoleným členem Národní akademie věd, označeným „významným pracovníkem“ Americké ekonomické asociace a členem, bývalým důstojníkem a členem rady ekonometrické společnosti. V roce 1986 mu byla udělena čestná hodnost doktora ekonomie na Norské škole ekonomiky a podnikové správy. V roce 1995 mu byl udělen čestný titul doktora práv na Chicagské univerzitě. V roce 2014 získal Wilson cenu Golden Goose Award za svou práci zahrnující aukční design.
Získal cenu BBVA Foundation Frontiers of Knowledge Award (2015) v kategorii ekonomika, finance a management za své „průkopnické příspěvky k analýze strategických interakcí, když hospodářské subjekty mají omezené a odlišné informace o svém prostředí“. S kolegy Davidem M. Krepsem a Paulem Milgromem mu byla v roce 2018 udělena cena Johna J. Cartyho za rozvoj vědy.